# Cristian Palacios
Cristian Martín Palacios Ferreira (ur. 2 września 1990 w Salto) – urugwajski piłkarz występujący na pozycji napastnika, obecnie zawodnik CA Peñarol.

## Kariera klubowa
Palacios pochodzi z miasta Salto, leżącego przy granicy z Argentyną. Wychowywał się w dzielnicy Parque Solari i treningi piłkarskie rozpoczynał w osiedlowej drużynie Cerrito. W wieku dziewięciu lat przeniósł się do lokalnego klubu Chaná de Salto, jako wyróżniający się nastolatek występował regularnie w reprezentacji departamentu Salto. Jako siedemnastolatek – za pośrednictwem jednego z agentów – przeniósł się do stołecznego Montevideo i pomyślnie przeszedł testy w krajowym gigancie – CA Peñarol, dołączając do akademii juniorskiej tego klubu koordynowanej wówczas przez Víctora Púę. Do pierwszej drużyny został włączony przez szkoleniowca Julio Ribasa, w urugwajskiej Primera División debiutując 12 września 2009 w przegranym 1:2 spotkaniu z Racingiem. Już w premierowym sezonie 2009/2010 wywalczył z Peñarolem mistrzostwo Urugwaju, zaś pierwszego gola w lidze strzelił 31 października 2010 w przegranej 1:2 konfrontacji z Liverpoolem. Pełnił jednak wyłącznie rolę głębokiego rezerwowego.
W styczniu 2011 Palacios udał się na wypożyczenie do niżej notowanego, stołecznego zespołu Central Español. Tam z miejsca został rewelacją rozgrywek i strzelił aż piętnaście goli (w czternastu meczach), co dało mu tytuł wicekróla strzelców ligi urugwajskiej w sezonie 2010/2011 (ustępując ośmioma bramkami Santiago Garcíi). Gorzej spisała się jego drużyna – mimo świetnych występów zawodnik nie zdołał uchronić Central Español przed spadkiem do drugiej ligi. Bezpośrednio po tym powrócił do Peñarolu, gdzie jednak wciąż sporadycznie dostawał szansy na grę i już po pół roku został wypożyczony po raz kolejny – tym razem do argentyńskiego drugoligowca Atlético Tucumán. W jego barwach występował przez rok z kiepskim skutkiem; przez pierwsze sześć miesięcy miał pewne miejsce w wyjściowym składzie, lecz strzelił zaledwie dwa gole i w ciągu drugiego półrocza nie był już brany pod uwagę w ustalaniu wyjściowego składu.
W styczniu 2013 Palacios powrócił do ojczyzny, dołączając na zasadzie wypożyczenia do ekipy El Tanque Sisley. Także tam popisał się słabą skutecznością i w ciągu roku zdobył tylko dwie bramki, po czym udał się na wypożyczenie do beniaminka ligi ekwadorskiej – klubu CD Olmedo. Stworzył tam duet napastników ze swoim rodakiem Álvaro Navarro; w ekwadorskiej Serie A zadebiutował 26 stycznia 2014 w wygranym 2:1 meczu z Barceloną, premierową bramkę zdobył 15 marca w zremisowanym 1:1 pojedynku z Mantą. Na koniec sezonu 2014 był najskuteczniejszym graczem zespołu z miasta Riobamba, lecz spadł z nim równocześnie do drugiej ligi. W styczniu 2015 został wypożyczony do rodzimego Juventudu de Las Piedras, gdzie odzyskał wysoką formę i powrócił do grona najlepszych strzelców ligi urugwajskiej. Udany pobyt w Juventudzie zaowocował jeszcze jedną szansą na zaistnienie w swoim macierzystym Peñarolu – tym razem notował tam w miarę regularne występy, w sezonie 2015/2016 zdobywając drugie mistrzostwo Urugwaju. W taktyce trenera Jorge da Silvy pełnił jednak niemal wyłącznie rolę alternatywy dla Diego Forlána, Diego Ifrána i Marcelo Zalayety.
W sierpniu 2016 Palacios został wypożyczony do argentyńskiego CA Temperley. W argentyńskiej Primera División zadebiutował 29 sierpnia 2016 w wygranym 1:0 spotkaniu z Patronato, a ogółem w Temperley grał przez pół roku, lecz tylko jako rezerwowy i nie zdołał ani razu wpisać się na listę strzelców. Sytuacja ta odmieniła się po powrocie do ojczyzny – w styczniu 2017 na zasadzie wypożyczenia przeniósł się do Montevideo Wanderers, gdzie pod okiem szkoleniowca Jorge Giordano (z którym współpracował wcześniej w Juventudzie) został jedną z gwiazd rozgrywek i imponował bramkostrzelnością. W sześć miesięcy strzelił dziewiętnaście bramek, a bezpośrednio po tym powrócił do Peñarolu, w którego barwach dorzucił dziesięć trafień. Dało mu to tytuł króla strzelców ligi urugwajskiej w sezonie 2017 (łącznie z dwudziestoma dziewięcioma golami na koncie; jako pierwszy w historii dokonał tego wyczynu w barwach dwóch klubów w jednych rozgrywkach), a równocześnie wywalczył z Peñarolem trzecie już mistrzostwo Urugwaju. Mimo dobrego bilansu strzeleckiego, sam pełnił głównie rolę zmiennika dla duetu napastników tworzonego przez Diego Rossiego i Lucasa Viatriego.